# Мухина, Екатерина Ивановна
Екатерина Ивановна Мухина (1944-1996) — врач-лаборант противотуберкулезного диспансера Сургута, депутат Верховного Совета СССР X созыва, член Президиума Верховного Совета СССР (1979-1984).
Родилась в 1944 году в посёлке Русскинские (деревне Русскинская) Тром-Аганского сельсовета Сургутского района Тюменской области. Дочь охотника-рыбака. Представитель народности ханты.
Окончила Омский медицинский институт (1970).
врач Сургутской центральной районной больницы, с 1974 г. врач-лаборант противотуберкулезного диспансера Сургута, Ханты-Мансийский автономный округ.
Активист-общественник, избиралась депутатом Сургутского районного Совета народных депутатов, председателем местного комитета профсоюза.
Депутат Верховного Совета СССР X созыва, член Президиума Верховного Совета СССР (1979-1984).